# Liste der denkmalgeschützten Objekte in Eisenerz (Steiermark)
Die Liste der denkmalgeschützten Objekte in Eisenerz enthält die 40 denkmalgeschützten, unbeweglichen Objekte der Stadt Eisenerz im steirischen Bezirk Leoben.

## Denkmäler
| Foto  |                 | Denkmal | Standort                                            | Beschreibung | Metadaten |
| ----- | --------------- | --- | --------------------------------------------------- | --- | --- |
| ja    | Datei hochladen | Erzbergbahn, diverse Anlagenteile HERIS-ID: 111410 Objekt-ID: 129243seit 2012                                             | Standort KG: Eisenerz, Krumpental, Trofeng          | Die Erzbergbahn wurde in mehreren Abschnitten nach 1890 erbaut, Schienentransport im Raum Eisenerz geht aber bis ins Jahr 1810 zurück (Eisenerzer Bahn) Anmerkung: Das Aufnahmsgebäude Eisenerz (Lage) war bis 2011 unter der ObjektID 47205 auf der GstNr. .184 auch als Einzelobjekt geschützt. Die GstNr. verteilen sich auf mehrere KGs und auch auf Vordernberg. | BDA-Hist.: Q1363842 Status: Bescheid Stand der BDA-Liste: 2025-06-30 Name: Erzbergbahn, diverse Anlagenteile GstNr.: 481/1, 568/1, 569/1, 570, .212, 374/7, 374/21, 399, 400, .182, .183, .184, .185, .186, .187, .188, .189, .190, .196, .225, .304/1, .304/2, 67/4, 515/5, 516/1, 516/11, .347, .394, 516/2, 515/1 Erzbergbahn |
| ja    | Datei hochladen | Altes Rathaus HERIS-ID: 51019 Objekt-ID: 56566                                                                            | Bergmannsplatz 1 Standort KG: Eisenerz              | Das Rathaus wurde 1535 erbaut, 1548 erweitert und 1580 bekam es den ostseitigen Turm. 1610 erfolgte die Sgraffitobemalung durch W. Grill. In den Jahren 1615, 1690 und 1745 wurde es durch Brände beschädigt. 1853 wurde es an die Staatsverwaltung übergeben und 1977 wiederhergestellt. Einige Jahrzehnte war hier das Bezirksgericht für den ehemaligen Gerichtsbezirk Eisenerz untergebracht. Seit 2011 beherbergt das alte Rathaus das Stadtmuseum Eisenerz. | BDA-Hist.: Q38043279 Status: § 2a Stand der BDA-Liste: 2025-06-30 Name: Altes Rathaus GstNr.: .183 Altes Rathaus, Eisenerz |
| ja    | Datei hochladen | Gewerkenhofanlage, ehem. Büchsenmacherhaus, Gasthof „Zum Kaiser von Österreich“ HERIS-ID: 72302 Objekt-ID: 85531seit 2020 | Bergmannsplatz 2 Standort KG: Eisenerz              | Das spätgotische Gebäude stammt aus der ersten Hälfte des 16. Jahrhunderts. Es ist zweigeschoßig und durch einen seitlichen Toranbau mit einem nach Süden vorgezogenen Flügel verbunden. Die Fassadengliederung und die Dekorformen sind im Empirestil gehalten und stammen wahrscheinlich aus der Zeit um 1900. Das Hauptportal mit zweifach gekehltem Gewände weist einen Vorhangbogen und Verstäbungen auf, darüber befindet sich das Relief eines von Putti gehaltenen Bindenschildes, der mit 1530 bezeichnet ist. Der darüberliegende Erker erhebt sich auf Konsolen, die von kleinen Säulen gestützt werden. Das ebenfalls gotische Nebenportal hat einen fünfeckigen Abschluss und Verstäbungen. An der Gartenseite des Haupttraktes befinden sich zweigeschoßige Säulenarkaden, im Seitenflügel eine kreuzgewölbte Halle mit Mittelpfeiler. | BDA-Hist.: Q100272238 Status: Bescheid Stand der BDA-Liste: 2025-06-30 Name: Gewerkenhofanlage, ehem. Büchsenmacherhaus, Gasthof „Zum Kaiser von Österreich“ GstNr.: .180/1, .177, .180/2 Bergmannsplatz 2, Eisenerz |
| ja    | Datei hochladen | Ehem. Innerberger Traidkasten HERIS-ID: 36899 Objekt-ID: 35949                                                            | Bergmannsplatz 6 Standort KG: Eisenerz              | Das Marktkastengebäude ist ein mächtiger Speicherbau aus dem 16./17. Jahrhundert mit einem großen platzseitigen Giebel, einem Rundbogenportal und in beiden Geschoßen mit barocken Eisengittern und Eisengitterläden vor den Fenstern. 1979 restauriert. | BDA-Hist.: Q37972790 Status: Bescheid Stand der BDA-Liste: 2025-06-30 Name: Ehem. Innerberger Traidkasten GstNr.: .185 Marktkastengebäude, Eisenerz |
| ja    | Datei hochladen | Brunnen HERIS-ID: 72473 Objekt-ID: 85707                                                                                  | bei Bergmannsplatz 6 Standort KG: Eisenerz          | Der Brunnen in der Mitte des Bergmannsplatzes hat eine achteckige Schale und eine gusseiserne Bergmannsfigur. Er ist mit 1874 bezeichnet und ein Gemeinschaftsdenkmal der Radmeister. | BDA-Hist.: Q38130501 Status: § 2a Stand der BDA-Liste: 2025-06-30 Name: Brunnen GstNr.: 476/1 Brunnen Bergmannsplatz, Eisenerz |
| ja    | Datei hochladen | Gasthaus Zum Heiligen Geist HERIS-ID: 36900 Objekt-ID: 35950                                                              | Dr.-Karl-Renner-Straße 4 Standort KG: Eisenerz      | Das Haus, bezeichnet mit 1595, zeigt eine reiche barocke Stuckfassade aus dem 3. Viertel des 17. Jahrhunderts mit figuralen Reliefs, Engeln und den vier Erdteilen in Rundmedaillons. Im Hof Säulenarkaden. | BDA-Hist.: Q37972799 Status: Bescheid Stand der BDA-Liste: 2025-06-30 Name: Gasthaus Zum Heiligen Geist GstNr.: .187 Former Gewerkenhaus Zum Heiligen Geist, Eisenerz |
| ja BW | Datei hochladen | Fysikatenhaus HERIS-ID: 51021 Objekt-ID: 56568seit 2020                                                                   | Dr.-Karl-Renner-Straße 6 Standort KG: Eisenerz      | Das spätgotische Gebäude stammt im Kern aus der 1. Hälfte des 16. Jahrhunderts, es hat ein gekehltes Rundbogenportal mit Verstäbung. | BDA-Hist.: Q105645835 Status: Bescheid Stand der BDA-Liste: 2025-06-30 Name: Fysikatenhaus GstNr.: .188 |
| ja    | Datei hochladen | Schwarzer Hof HERIS-ID: 45489 Objekt-ID: 46852                                                                            | Flutergasse 9 Standort KG: Eisenerz                 | Der Schwarzer Hof, auch Scheichlhaus genannt, ist ein dreiflügeliger Bau, der überwiegend im 15. und 16. Jahrhundert, in mehreren Bauetappen entstanden ist. Über dem Portal befindet sich ein eingemauerter Inschriftenstein mit einem Wappenrelief, bezeichnet mit 1589. Im Hof zweigeschoßige Säulenarkaden. | BDA-Hist.: Q2253984 Status: Bescheid Stand der BDA-Liste: 2025-06-30 Name: Schwarzer Hof GstNr.: .254 Schwarzer Hof, Eisenerz |
| BW    | Datei hochladen | Wohnhaus HERIS-ID: 72295 Objekt-ID: 85524                                                                                 | Flutergasse 15 Standort KG: Eisenerz                | Der zweigeschoßige, traufständige Bau stammt aus dem 17./18. Jahrhundert und hat profilierte Fensterfaschen, zwei Medaillons im 1. Obergeschoß und ein vorkragendes Satteldach. | BDA-Hist.: Q38130049 Status: § 2a Stand der BDA-Liste: 2025-06-30 Name: Wohnhaus GstNr.: .34 |
| ja    | Datei hochladen | Kriegerdenkmal HERIS-ID: 72305 Objekt-ID: 85534                                                                           | bei Föhrenstraße 1 Standort KG: Eisenerz            | Das Kriegerdenkmal aus Stampfbeton wurde 1962 errichtet und ist ein Werk des gebürtigen Kalwangers Ulf Mayer. | BDA-Hist.: Q38130083 Status: § 2a Stand der BDA-Liste: 2025-06-30 Name: Kriegerdenkmal GstNr.: 212/7 |
| ja    | Datei hochladen | Krippenhaus, Fendthaus HERIS-ID: 72315 Objekt-ID: 85544                                                                   | Geyereggstraße 1 Standort KG: Eisenerz              | Das mit Sgraffitodekorationen versehene ehemalige Handwerkerhaus stammt aus dem 16. Jahrhundert. Heutzutage fungiert es als Krippenhaus, wo vom 1. Dezember bis zum Dreikönigstag Weihnachtskrippen ausgestellt werden. | BDA-Hist.: Q38130097 Status: § 2a Stand der BDA-Liste: 2025-06-30 Name: Krippenhaus, Fendthaus GstNr.: .162 |
| ja BW | Datei hochladen | Schloss Geyeregg HERIS-ID: 72318seit 2021                                                                                 | Geyereggstraße 25 Standort KG: Eisenerz             | Das Schloss wurde 1621/22 vom Bergrichter Pankraz Geyer erbaut. Es ist ein zweigeschoßiger Bau mit dreigeschoßigem zwiebelbehelmten Turm. | BDA-Hist.: Q107643287 Status: Bescheid Stand der BDA-Liste: 2025-06-30 Name: Schloss Geyeregg GstNr.: .174 |
| ja BW | Datei hochladen | Stadion mit Turm und Eingangsbau HERIS-ID: 73264 Objekt-ID: 86551                                                         | Hans-von-der-Sann-Straße 22 Standort KG: Eisenerz   | | BDA-Hist.: Q38132284 Status: § 2a Stand der BDA-Liste: 2025-06-30 Name: Stadion mit Turm und Eingangsbau GstNr.: 156/25, .569, .570 |
| ja    | Datei hochladen | Anlage Scheuchenstuelhaus HERIS-ID: 72324 Objekt-ID: 85553seit 2013                                                       | Hieflauer Straße 12 Standort KG: Eisenerz           | Ehemaliges Herrenhaus des Gewerkers Hans Viktor Scheuchenstuehl. Das zweigeschoßige Haus mit einem hakenförmigen Grundriss steht traufseitig zur Straße und rückseitig an einen steilen Abhang. An der Südseite befindet sich ein dreigeschoßiger Trum mit Walmdach. | BDA-Hist.: Q38130120 Status: Bescheid Stand der BDA-Liste: 2025-06-30 Name: Anlage Scheuchenstuelhaus GstNr.: .130, 109 |
| ja    | Datei hochladen | Wohnhaus HERIS-ID: 72339 Objekt-ID: 85568                                                                                 | Hieflauer Straße 31 Standort KG: Eisenerz           | | BDA-Hist.: Q38130140 Status: § 2a Stand der BDA-Liste: 2025-06-30 Name: Wohnhaus GstNr.: .120 |
| ja    | Datei hochladen | Altes Schulhaus HERIS-ID: 72385 Objekt-ID: 85616                                                                          | Kirchenstiege 2 Standort KG: Eisenerz               | Das Haus war im 15. Jahrhundert Pfarrschule, danach Normalschule. 1893 gründete der Lehrer und Heimatforscher Hans von der Sann ein Museum mit kulturgeschichtlich wertvoller Sammlung zur Ortsgeschichte und zur Geschichte des Bergbaus. Die Sammlung befindet sich heute im Stadtmuseum im Alten Rathaus. | BDA-Hist.: Q38130317 Status: § 2a Stand der BDA-Liste: 2025-06-30 Name: Altes Schulhaus GstNr.: .294 Altes Schulhaus, Eisenerz |
| ja    | Datei hochladen | Kirchenfestungsanlage hl. Oswald mit Johanneskapelle und Kapellenbildstock HERIS-ID: 87369 Objekt-ID: 101768              | Kirchenstiege 4 Standort KG: Eisenerz               | Die Wehrkirchenanlage St. Oswald wurde zu Beginn des 16. Jahrhunderts im spätgotischen Stil erbaut. Sie war viele Jahrzehnte im 16. Jahrhundert protestantisch, ehe sie am Ende im Zuge der Gegenreformation wieder katholisch geweiht wurde. Auf der mit symbolischen Darstellungen geschmückten Westempore befinden sich lutherische Symbole, die erst 2010 durch Simone Hain als solche gedeutet wurden. | BDA-Hist.: Q1587363 Status: § 2a Stand der BDA-Liste: 2025-06-30 Name: Kirchenfestungsanlage hl. Oswald mit Johanneskapelle und Kapellenbildstock GstNr.: .259, .260, .261, .262, .263, 375 Pfarrkirche St. Oswald, Eisenerz |
| BW    | Datei hochladen | Sog. Ahornerhaus, ehem. Herrenhaus von Radwerk 11 HERIS-ID: 72395seit 2021                                                | Krumpentaler Straße 12 Standort KG: Eisenerz        | Das Gebäude stammt im Kern aus dem 16. Jahrhundert. Es weist ein Renaissance-Portal mit einer Inschriftentafel auf, die auf einen Christoff Pambgartn verweist und ist mit 1594 bezeichnet. Im Hof befinden sich Säulenarkaden und ein gekuppeltes Renaissance-Fenster. | BDA-Hist.: Q107643331 Status: Bescheid Stand der BDA-Liste: 2025-06-30 Name: Sog. Ahornerhaus, ehem. Herrenhaus von Radwerk 11 GstNr.: .41, .42, 295, 296 |
| ja    | Datei hochladen | Ehem. Zainhammerhaus mit Einrichtung der Schmiede HERIS-ID: 111847 Objekt-ID: 129861seit 2013                             | Krumpentaler Straße 13 Standort KG: Eisenerz        | | BDA-Hist.: Q37827126 Status: Bescheid Stand der BDA-Liste: 2025-06-30 Name: Ehem. Zainhammerhaus mit Einrichtung der Schmiede GstNr.: .208 |
| ja    | Datei hochladen | Pfarrhof HERIS-ID: 51025 Objekt-ID: 56573                                                                                 | Lindmoserstraße 2 Standort KG: Eisenerz             | Der Pfarrhof stammt im Kern aus dem 16./17. Jahrhundert und trägt ein Walmdach. | BDA-Hist.: Q38043307 Status: § 2a Stand der BDA-Liste: 2025-06-30 Name: Pfarrhof GstNr.: .195 |
| ja    | Datei hochladen | Kath. Filialkirche, Marktkirche Mariae Geburt, Liebfrauenkirche HERIS-ID: 72243 Objekt-ID: 85470                          | Lindmoserstraße 3 Standort KG: Eisenerz             | Die Liebfrauenkirche wurde urkundlich erstmals 1453 als Bürgerspitalskirche erwähnt, 1490 wurde sie neu gebaut und erhielt ihre heutige Form 1598. Weiters wurde sie infolge von Bränden in den Jahren 1615 und 1745 baulich verändert. | BDA-Hist.: Q38129885 Status: § 2a Stand der BDA-Liste: 2025-06-30 Name: Kath. Filialkirche, Marktkirche Mariae Geburt, Liebfrauenkirche GstNr.: .193 Marktkirche Mariae Geburt, Eisenerz |
| ja    | Datei hochladen | Schichtturm HERIS-ID: 72414 Objekt-ID: 85645                                                                              | Lindmoserstraße 14 Standort KG: Eisenerz            | Der mächtige, durch seine Zwillingsbogenfenster italienisch anmutende Turm wurde 1581 von den Radmeistern erbaut. Die Glocke unter dem Zeltdach der Kirche stammt von Martin Hilger aus dem Jahre 1581 und ist laut Inschrift ein Geschenk Erzherzog Karls an die Eisenerzer und ruft seither die Bergknappen zur Schicht. Auf dem Dach befinden sich kleine Glockentürmchen mit Uhr. | BDA-Hist.: Q38130375 Status: § 2a Stand der BDA-Liste: 2025-06-30 Name: Schichtturm GstNr.: 21 Schichtturm, Eisenerz |
| ja    | Datei hochladen | Rathaus/Gemeindeamt HERIS-ID: 72416 Objekt-ID: 85647                                                                      | Mario-Stecher-Platz 1 Standort KG: Eisenerz         | | BDA-Hist.: Q38130383 Status: § 2a Stand der BDA-Liste: 2025-06-30 Name: Rathaus/Gemeindeamt GstNr.: .24 |
| ja    | Datei hochladen | Schule HERIS-ID: 72443 Objekt-ID: 85675                                                                                   | Radmeisterstraße 2 Standort KG: Eisenerz            | | BDA-Hist.: Q38130428 Status: § 2a Stand der BDA-Liste: 2025-06-30 Name: Schule GstNr.: .349 Volksschule Eisenerz |
| ja    | Datei hochladen | Kammerhof HERIS-ID: 36901 Objekt-ID: 35951                                                                                | Schulstraße 1 Standort KG: Eisenerz                 | Der ehemalige Kammerhof stammt im Kern aus dem 16./17. Jahrhundert und wurde am Ende des 19. Jahrhunderts für Kaiser Franz Joseph zum Jagdsitz umgebaut. Nachdem das Stadtmuseum Eisenerz in das Alte Rathaus übersiedelt ist, befindet sich im Kammerhof seit 2012 ein Postmuseum mit tausenden Exponaten aus der Geschichte der Österreichischen Post. | BDA-Hist.: Q37972810 Status: Bescheid Stand der BDA-Liste: 2025-06-30 Name: Kammerhof GstNr.: .142 Kammerhof, Eisenerz |
| ja    | Datei hochladen | Ehem. Gerberei Salzer HERIS-ID: 72435 Objekt-ID: 85667                                                                    | Trofengbachgasse 8-10 Standort KG: Eisenerz         | Die Fassade des Gebäudes stammt aus der 2. Hälfte des 19. Jahrhunderts, an das Haus anschließend befinden sich die ehemaligen Gerbereigebäude. | BDA-Hist.: Q38130409 Status: § 2a Stand der BDA-Liste: 2025-06-30 Name: Ehem. Gerberei Salzer GstNr.: .266, .264 Gerberei Salzer, Eisenerz |
| ja    | Datei hochladen | Wohnhaus HERIS-ID: 72448 Objekt-ID: 85680                                                                                 | Vordernberger Straße 3 Standort KG: Eisenerz        | | BDA-Hist.: Q38130455 Status: § 2a Stand der BDA-Liste: 2025-06-30 Name: Wohnhaus GstNr.: .290 |
| ja    | Datei hochladen | Kath. Filialkirche hl. Petrus am Gradstein HERIS-ID: 72297 Objekt-ID: 85526                                               | Gradsteinweg 1 Standort KG: Eisenerz                | Die von 1763 bis 1766 erbaute Petruskapelle ist eine Stiftung des 1757 verstorbenen Lainbacher Radmeisters Josef Carl Hackl. | BDA-Hist.: Q38130066 Status: § 2a Stand der BDA-Liste: 2025-06-30 Name: Kath. Filialkirche hl. Petrus am Gradstein GstNr.: .83 Filialkirche hl. Petrus, Eisenerz |
| ja    | Datei hochladen | Friedhof und Friedhofskapelle HERIS-ID: 72472 Objekt-ID: 85704                                                            | bei Vordernberger Straße 15 Standort KG: Eisenerz   | Der einjochige, kreuzgratgewölbte Bau der Friedhofskapelle mit Zeltdach und Dachreiter stammt aus der 1. Hälfte des 18. Jahrhunderts, das Schmiedeeisengitter um das Jahr 1730. Das Altarbild zeigt Christus am Kreuz mit den armen Seelen und ist mit M.Z.P.1732 bezeichnet. Statuen der hll. Cosmas und Damian. | BDA-Hist.: Q38130495 Status: § 2a Stand der BDA-Liste: 2025-06-30 Name: Friedhof und Friedhofskapelle GstNr.: .272, 239 Friedhof Eisenerz |
| ja    | Datei hochladen | Kreuzkapelle HERIS-ID: 75553 Objekt-ID: 89050                                                                             | Standort KG: Eisenerz                               | Die Kreuzkapelle steht oberhalb von St. Petrus. Sie stammt aus dem 17. Jahrhundert und besteht aus einem stichkappentonnengewölbten Rechteckraum mit 3/8-Schluss, gedeckt mit einem Zeltdach. Das Portal mit Schmiedeeisengitter ist von zwei Figurennischen begleitet. Innen eine figürliche Kreuzgruppe mit einem Kruzifix aus dem 17. Jahrhundert, die Schächer stammen aus der 1. Hälfte des 18. Jahrhunderts. Daneben gemalte Figuren von Maria, Johannes und von Schriftgelehrten im Silhouettenschnitt um die Mitte des 19. Jahrhunderts. Der Kreuzweg zur Kapelle besteht aus gemauerten barocken Stationskapellen. | BDA-Hist.: Q38139477 Status: § 2a Stand der BDA-Liste: 2025-06-30 Name: Kreuzkapelle GstNr.: .82 Kreuzkapelle, Eisenerz |
| BW    | Datei hochladen | Kaiser-Franz-Stolleneingang HERIS-ID: 72160seit 2022                                                                      | bei Krumpentaler Straße 88 Standort KG: Krumpental  | Der Stolleneingang ist in Form einer klassizistischen Tempelfassade gestaltet und hat ein bemerkenswertes Eisentor sowie eine Gusseisenbüste Kaiser Franz’ I. Anmerkung: Koordinaten ungefähr | BDA-Hist.: Q112943272 Status: Bescheid Stand der BDA-Liste: 2025-06-30 Name: Kaiser-Franz-Stolleneingang GstNr.: 45/2, 52/1 |
| ja    | Datei hochladen | Annakapelle am Münzboden HERIS-ID: 72478 Objekt-ID: 85712                                                                 | Münzboden 12 Standort KG: Krumpental                | Urkundlich 1547 erwähnt, wurde die Kapelle 1844 in romantisch-neugotischen Formen umgebaut. Ein Neubau erfolgt kurze Zeit später im Jahre 1863 | BDA-Hist.: Q38130530 Status: § 2a Stand der BDA-Liste: 2025-06-30 Name: Annakapelle am Münzboden GstNr.: .32/3 |
| ja    | Datei hochladen | Flur-/Wegkapelle HERIS-ID: 72485 Objekt-ID: 85719                                                                         | Schlingerweg 6, in der Nähe Standort KG: Krumpental | | BDA-Hist.: Q38130539 Status: § 2a Stand der BDA-Liste: 2025-06-30 Name: Flur-/Wegkapelle GstNr.: .259 |
| BW    | Datei hochladen | Montanarchäologisches Ensemble Eisenerzer Ramsau HERIS-ID: 43582 Objekt-ID: 44204                                         | Krumpental Standort KG: Krumpental                  | Bronzezeitlicher Kupferschmelzplatz in der Eisenerzer Ramsau in Krumpental. 1999 Untersuchung einer Doppelofenanlage mit Röstbett und Schlackenhalde im östlichen Bereich dieses Hüttenplatzes: in der Halde aufgefundene Bronzenadel stützt Datierung in Bronzezeit. | BDA-Hist.: Q38004035 Status: Bescheid Stand der BDA-Liste: 2025-06-30 Name: Montanarchäologisches Ensemble Eisenerzer Ramsau GstNr.: 256/8, 256/11, 256/13, 549 |
| ja    | Datei hochladen | Bildstock Herrenkreuz HERIS-ID: 72536 Objekt-ID: 85773                                                                    | bei Hieflauer Straße 161 Standort KG: Münichthal    | | BDA-Hist.: Q38130698 Status: § 2a Stand der BDA-Liste: 2025-06-30 Name: Bildstock Herrenkreuz GstNr.: 198/4 |
| ja    | Datei hochladen | Sog. Kriechbaumhof mit Kapelle HERIS-ID: 30819 Objekt-ID: 27605                                                           | Kriechbaumweg 3 Standort KG: Münichthal             | | BDA-Hist.: Q37938028 Status: Bescheid Stand der BDA-Liste: 2025-06-30 Name: Sog. Kriechbaumhof mit Kapelle GstNr.: .82/1 |
| ja    | Datei hochladen | Schloss Leopoldstein HERIS-ID: 72535 Objekt-ID: 85772                                                                     | Seestraße 4, 5, 6-10 Standort KG: Münichthal        | Das Schloss Leopoldstein wurde um 1680 vom Hammergewerken Leopold Freiherr von Neidthardt zu Spathenbrunn erbaut. Von 1890 bis 1894 wurde das Schloss von Prinz Arnulf von Bayern neugotisch erneuert. | BDA-Hist.: Q21868983 Status: Bescheid Stand der BDA-Liste: 2025-06-30 Name: Schloss Leopoldstein GstNr.: .118/1, .118/2, .118/3, .118/4, .118/5, .119 Schloss Leopoldstein |
| ja    | Datei hochladen | Kruzifix HERIS-ID: 72537 Objekt-ID: 85774                                                                                 | Standort KG: Münichthal                             | | BDA-Hist.: Q38130708 Status: § 2a Stand der BDA-Liste: 2025-06-30 Name: Kruzifix GstNr.: 402/1 |
| ja    | Datei hochladen | Arbeiterwohnhaus HERIS-ID: 72546 Objekt-ID: 85783seit 2016                                                                | Vordernberger Straße 89, 91 Standort KG: Trofeng    | Das Arbeiterwohnhaus mit für die damalige Zeit modern ausgestatteten Wohnungen stammt aus dem Jahr 1917 von Alfred Keller. | BDA-Hist.: Q38130725 Status: Bescheid Stand der BDA-Liste: 2025-06-30 Name: Arbeiterwohnhaus GstNr.: .252, .264 |
| ja    | Datei hochladen | Brückenanlage Präbichl Nordrampe HERIS-ID: 72555 Objekt-ID: 85792                                                         | Standort KG: Trofeng                                | Die bis 1974 bestandene alte Straße auf den Präbichl, die nahe am Erzberg verlief, wies Steigungen bis zu 24 % auf. Von 1969 bis 1974 wurde die neue Straße gebaut, die vom Eisenerzer Stadtteil Trofeng zuerst in den unteren Gsollgraben führt und dann weiter über insgesamt 11 große Brücken an den Westabhängen des Polster entlang bis zur Passhöhe. Diese Route hat nur mehr eine durchschnittliche Steilheit von 15 %. Der imposanteste Teil dieser Präbichl Nordrampe ist die Kremplgrabenbrücke mit einer Bogenspannweite von 160 Metern und einer Höhe von 110 Metern. In den Jahren 2007 bis 2011 wurde die Nordrampe um 14 Millionen Euro generalsaniert. | BDA-Hist.: Q38130745 Status: § 2a Stand der BDA-Liste: 2025-06-30 Name: Brückenanlage Präbichl Nordrampe GstNr.: 377/4 |

## Ehemalige Denkmäler
| Foto |                 | Denkmal                                         | Standort                            | Beschreibung | Metadaten                                                                                   |
| ---- | --------------- | ----------------------------------------------- | ----------------------------------- | ------------ | ------------------------------------------------------------------------------------------- |
| ja   | Datei hochladen | Schule HERIS-ID: 72444 Objekt-ID: 85676bis 2021 | Schulstraße 3 Standort KG: Eisenerz |              | BDA-Hist.: Q38130437 Status: § 2a Stand der BDA-Liste: 2021-07-01 Name: Schule GstNr.: .408 |